# Steinieform

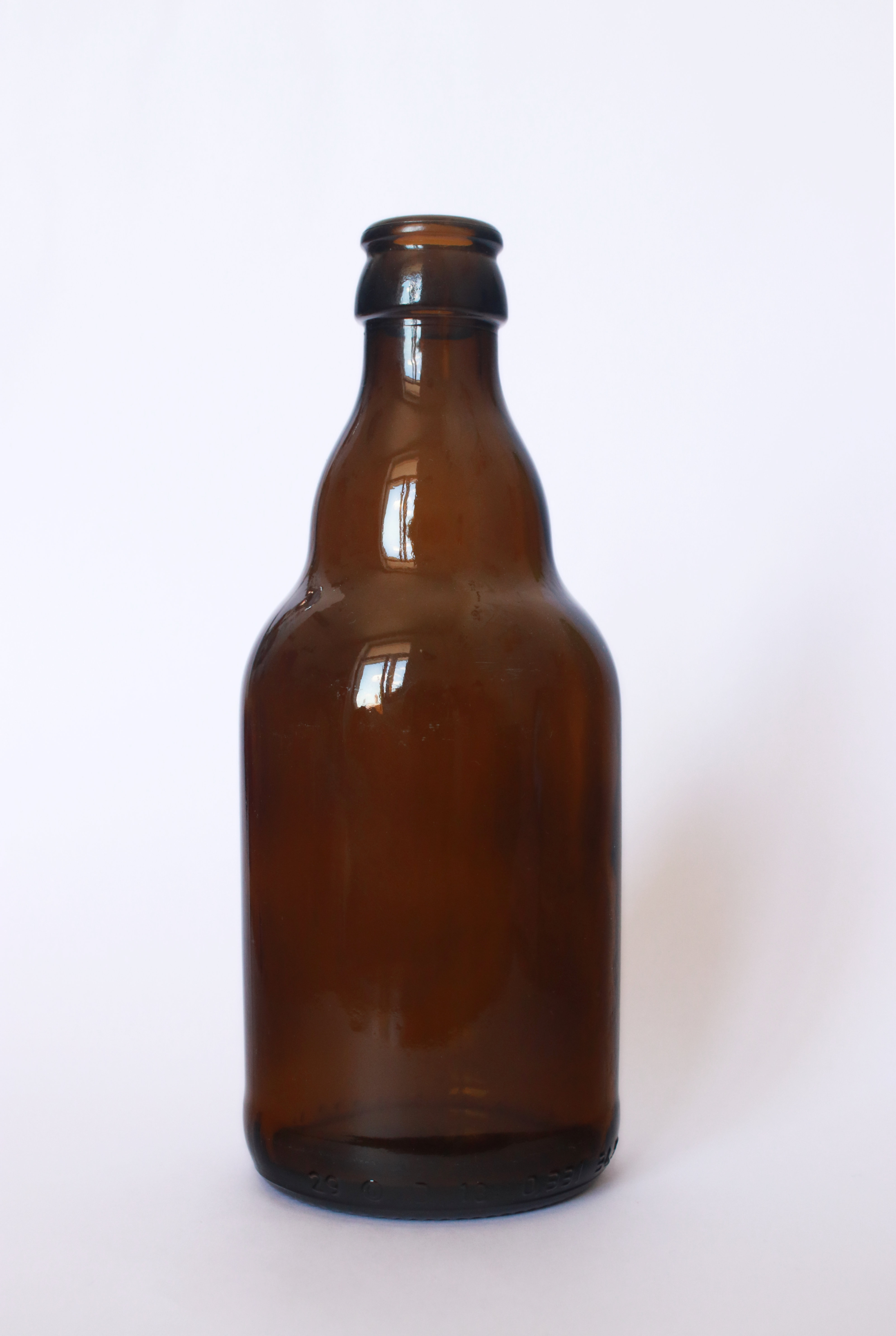
Steinieform

Steinieform (auch Stubbi) bezeichnet eine erstmals im März 1955 in der DIN 6199 („Normblatt für die Bierflasche Steinieform 0,33-l“) genormte kleine, stabile, braune, bauchige und 330 ml fassende Bierflasche. Die letzte Ausgabe der Norm („Packmittel – Flaschen, Steinieform“ vom Oktober 1977) wurde im Mai 2004 ersatzlos zurückgezogen. Die Steinie-Flasche wurde in den 1930er Jahren von der US-amerikanischen Joseph Schlitz Brewing Company in Milwaukee eingeführt. Die Bezeichnung leitete sich von der empfundenen Ähnlichkeit zur Form eines Bierkrugs (englisch: beer stein) ab.

## Maße der Flasche
Die Steinie-Flasche kam bereits Ende der 1930er Jahre nach Deutschland, zuerst wurde sie von der Schultheiss-Brauerei in Berlin verwendet. Breiter durchgesetzt hat sie sich erst in den 1960er Jahren. Der etwas größere Durchmesser zu den vorherigen Bier(Vichy-)flaschen passte nicht in die noch weit in die 1970er Jahre genutzten herkömmlichen 20er Bierkästen.
- unterer Durchmesser: 70,5 mm
- Höhe: 174 mm
- Füllhöhe: ca. 153 mm
- Gewicht der leeren Flasche 270 g

## Eigenschaften
Aufgrund ihrer gedrungenen Form hat die Steinieform im Vergleich zu anderen 0,33- und 0,5-l-Langhals-Bierflaschen eine geringere Höhe, einen niedrigeren Schwerpunkt und eine größere volumenbezogene Standfläche. Dadurch wird im Vergleich zu anderen Bierflaschen das Risiko minimiert, sie versehentlich umzukippen. Im Übrigen sind diese Flaschen beim Fallenlassen bruchsicherer als herkömmliche Bierflaschen mit langem Hals. Zudem wird für die Gesamtmasse des Kastens ein geringerer Anteil des Glasgewichtes erreicht.
Steinie-Flaschen werden in Kästen zu 20 (5×4), 25 (5×5), 27 (5×3+4×3) oder zu 30 (6×5) Flaschen verkauft. Es handelt sich in Deutschland meistens um eine Pfandflasche.

## Weitere Bezeichnungen
Wie bei anderen Flaschenformen und Biermaßen haben sich regional und umgangssprachlich für die in Fachkreisen „Steinieflasche“ genannte Flaschenform verschiedene umgangssprachliche Namen herausgebildet. Die kompakte Behälterform führte alternativ zur Bezeichnung „Bombe“ oder „Granate“. Die kurze Flasche im Vergleich zu anderen führt auch zum Ausdruck „Zwerg“. Diese handliche und standsichere Flaschenform brachte ihr im Baugewerbe den Titel „Maurerflasche“, „Maurerpulle“, „Maurerkanne“ oder „Maurerbombe“  ein. Die „Maurerkiste“ für einen Kasten mit (meist) 30 Flaschen ergibt sich aus diesen Bezeichnungen. Vorrangig in Norddeutschland wird die kurze, gedrungene Flasche „Knolle“ genannt. Die bevorzugte Benennung in Süddeutschland als „Stubbi“ wurde vom Stubben bezogen. oder „Stupete“. Die Bezeichnung STUBBI (in Großbuchstaben) ist seit 2002 eine eingetragene Wortmarke der Bitburger Braugruppe.

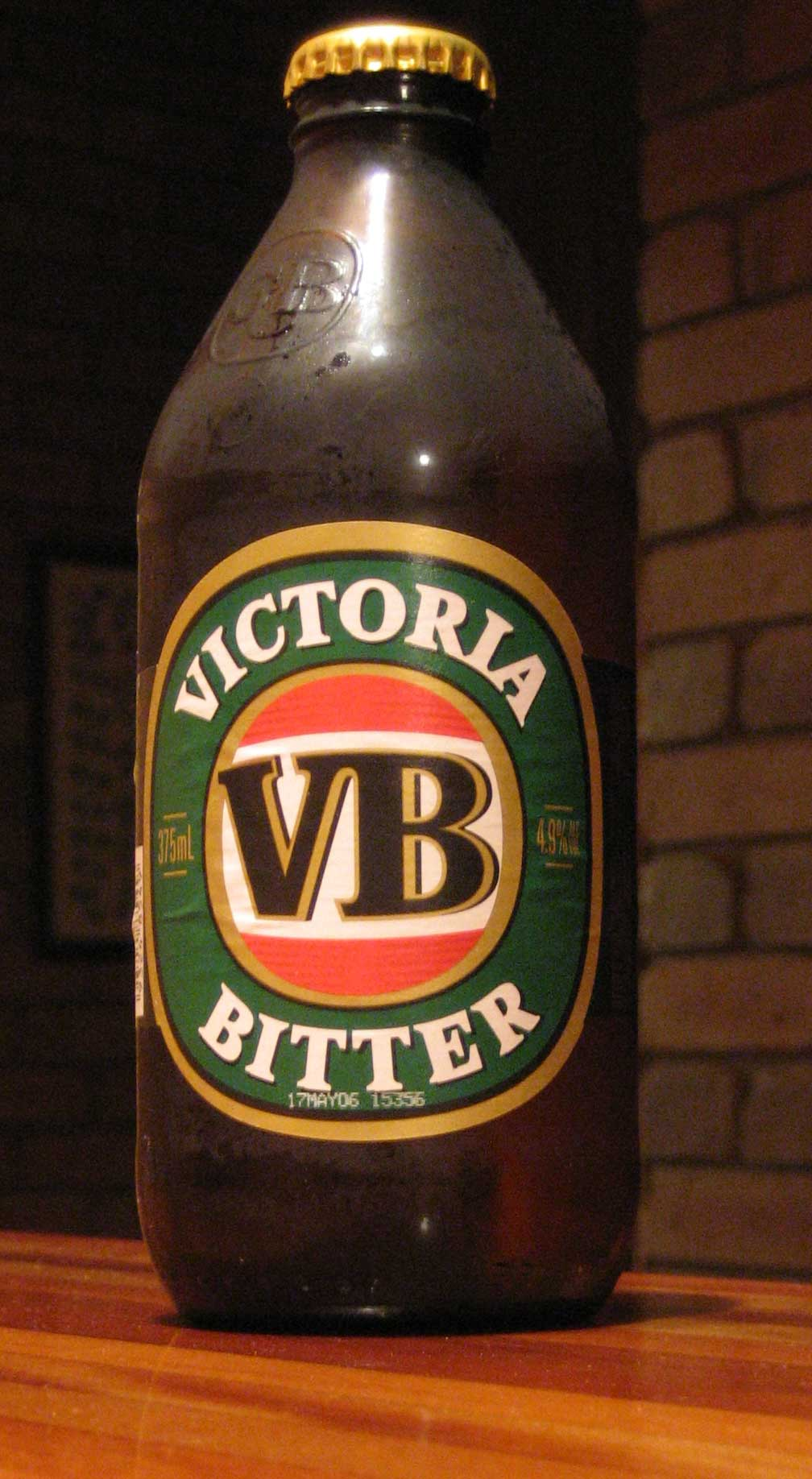
Victoria-Bitter-Stubbie

## Geschichte
Als 1936 mit der Lockerung der Prohibition in den USA viele Brauereien noch in Stahldosen abfüllten, wurde im angloamerikanischen Raum die Steinie-Form als Gegenvorschlag von der Glasindustrie entwickelt. Dabei werden kurze Flaschen mit kleiner Schulter Stubbies und mit kürzeren Schultern Steinie genannt. Im angloamerikanischen wird eine kurze Glasflasche grundsätzlich „stubby“ genannt. Der ursprüngliche Begriff Steinie geht wohl auf die Übertragung von deutsch Stein in der Bedeutung von Steinkrug und Bierhumpen zurück, als Biermaß im Sinne von Maßkrug. Das Fassungsvermögen liegt in den USA zwischen 330 und 375 ml, die kanadische Stubby hat 341 ml. Die Vorteile der „stubby bottles“ förderten ihre Verbreitung. Die „Steinies“ sind bevorzugt in den USA seit den 1950er Jahren im Einsatz, mit etwas längeren Schultern wurden sie bei Budweiser üblich. In Kanada kamen sie erst in den 1980er Jahren auf. Die US-Steinies verbreiteten sich weltweit von 12 oz bis zu europäischen 0,5 Litern. Hierbei wird der Begriff „Stubbi“ ausgiebig in Europa benutzt. In Kanada war diese Bezeichnung von 1962 bis 1986 Teil der Normung, und diese Flaschen kommen seit den 2000er Jahren mit den „craft brewers“ wieder auf. Im amerikanischen Bereich sind „stubbies“ und „steinies“ aus dem Zeitgeschmack gefallen und wurden von long-neck-Flaschen abgelöst, sie werden noch für nostalgische Zwecke und spezielle Biere genutzt.
In der DDR waren Steini-Flaschen nach DIN 6199:1955-03 zeitweise die einzig zulässige Art von Bierflasche. Dies war unter anderem für Bier nach TGL 7764 in der Ausgabe von Oktober 1960 als Verpackung vorgeschrieben.